# Херусци
Херусци (лат. Cherusci), снажно и ратоборно германско племе настањено у долини реке Везера, у њеном средњем току. Почетком 1. века н. е. постали су римски савезници (федерати), али су се већ 10. године одметнули под Арминијем и успели да дуже време задрже своју независност. Распирујући размирице међу њиховим првацима, Римљани су успели да их ослабе. Томе су допринели и ратови које су Херусци морали да воде са својим германским рођацима, Хатима и Хауцима.
После једног неславног периода под краљем кога су им дали Римљани, Херусци напуштају историјску позорницу. Године 15. н. е. спомиње се Сигимунд син Сегеста. Он је био изабран за свештеника убијског храма, али га је напустио пошавши у рат. Главни град убијске области био је oppidum Ubiorum, касније Colonia Claudia Ara Agrippinensium скраћено CCAA (по коме је данашњи Келн добио име).